# Manuel Enrique Araujo
Manuel Enrique Araujo (Hacienda El Condadillo, departamento de Usulután, El Salvador, 12 de outubro de 1865 - San Salvador, El Salvador, 9 de fevereiro de 1913) foi presidente de El Salvador entre 1911 e 1913. É o único presidente assassinado no exercício de suas funções na história deste país. Ele assumiu o cargo durante o período histórico chamado de "Estado cafeeiro", no qual o governo e a sociedade foram influenciados por um grupo de investidores e comerciantes que conduziram o desenvolvimento do país, porém geram desigualdades marcantes no resto da sociedade.
Os membros de sua família foram ricos proprietários de terras que cultivavam café; seu pai era basco e sua mãe de ascendência portuguesa. Quando jovem, estudou medicina na Universidade de El Salvador, e depois de obter seu doutorado em 1891 com 26 anos de idade, partiu para a Europa para continuar seus estudos especializando-se em cirurgia.
Aos quarenta e cinco anos, o Dr. Araujo ficou como um candidato oficial à presidência nacional na eleição de novembro de 1910, e conquistou o cargo com o apoio do então presidente Fernando Figueroa. Durante a sua presidência o Exército recebeu atenção especial e houve um aumento do financiamento, consequentemente, muitos conselheiros militares estrangeiros foram contratados para instruir e treinar os oficiais salvadorenhos. Em 1912, Araújo fundou a Guarda Nacional como uma força policial rural para o país. Ex-oficiais da Guarda Civil Espanhola foram recrutados para treiná-los e fornecer homens para o seu corpo de segurança privado. Em uma reorganização do sistema judicial nacional, os cargos de juiz de paz foram estabelecidos em todos os municípios do país para garantir o Estado de Direito. O Ministério da Agricultura foi formado para promover o cultivo de café.
Em 9 de fevereiro de 1913, durante um concerto no Parque Bolívar de San Salvador (atualmente Plaza Gerardo Barrios), o presidente Araujo foi gravemente ferido quando os agricultores Fabián Graciano, Fermín Pérez e Virgilio Mulatillo o agrediram com facões. Araujo morreu cinco dias depois e foi enterrado no Cementerio de Los Ilustres de El Salvador. As motivações dos atacantes, que foram executados após um julgamento militar, nunca foram totalmente investigadas.